# 장훈
하리모토 이사오(일본어: 張本 勲, 1940년 6월 19일~)는 일본의 전 일본 프로야구 선수이자 야구 평론가, 야구 해설가로 현역 시절 닛폰햄 파이터스, 요미우리 자이언츠, 지바 롯데 마린스 등에서 활약한 레전드 타자이다. 대한민국 국적을 지녔던 재일 한국인으로, 한국명은 장훈(張勳)이다. 일본 프로 야구 최다 안타를 기록한 선수로 '안타 제조기'라는 별명으로도 잘 알려져 있다.
히로시마현 히로시마시에서 아버지 장상정(張相禎)과 어머니 박순분(朴順分) 사이에서 2남 2녀 중 막내로 태어났다. 본관은 인동 장씨(仁同 張氏)이다. 부모님의 고향은 경상남도 창녕군이지만, 아버지가 먼저 도일(渡日)해 왔었고, 그 후에 어머니가 가족들을 이끌고 대한해협을 건넜다. 1945년 8월 6일 히로시마시 단바라 신마치(현 : 미나미구 단바라)에서 원자 폭탄이 투하되었을 때 당시 11세였던 큰누나를 잃었다. 5세 때 후진하는 트럭을 피하다 화덕에 오른손이 들어가 화상을 입고서 제대로 치료를 받지 못해 네째 손가락과 새끼 손가락이 붙었다. 또한 오른손의 다른 부분도 자유롭게 움직일 수 없게 되었다. 이 때문에 본래 오른손잡이였지만 중학교 때 야구를 시작할 때부터 왼손을 사용하여 좌타자가 되었다. 이와 같은 신체적 장애를 극복하고 귀화하지 않은 재일 한국인에 대한 수많은 차별을 견뎌 내면서 일본 프로 야구사에 길이 빛날 통산 최다 3,085안타라는 대기록을 달성했다. (미일 통산 스즈키 이치로가 4,200 개 이상의 최다 안타 기록)
현역 은퇴 후에는 2006년부터 TBS TV, TBS 라디오의 야구 해설자로 맡았으나 2007년부터 전속이 흐트러졌기 때문에 프리랜서가 되었다(하지만 TBS의 프로그램에 출연하고 있다). 그리고 한국 야구 위원회의 고문으로서 KBO 리그의 탄생과 발전에 많은 공헌을 하였다.

## 인물

### 어린 시절과 아마추어 시절
장훈의 가족은 1940년 봄에 히로시마현으로 건너왔고, 그는 1940년 6월 19일 히로시마현에서 태어났다. 장훈이 4살이 되던 해 겨울 무렵, 집 근처에 있는 강의 제방에서 모닥불을 피우고 있었을 때 주차해 있던 트럭이 갑자기 후진하는 것을 보고 피하다가 모닥불 속에 오른손을 처박고 말았다. 이 때의 화상으로 오른손의 엄지, 검지는 제대로 자라지 못했으며, 약지와 새끼손가락은 달라붙어 버린다. 5세 때에는 히로시마에서 피폭을 당했고, 당시 큰 누나를 잃었다.
장훈이 소학교 5학년 무렵에 야구를 처음으로 접했고, 그는 수영에 자신이 있었지만 진학한 기타하라 중학교에는 수영부가 없었기 때문에 대신 야구부에 들어가게 되었다. 그는 투수와 타자 모두 뛰어난 재능을 보였고, 히로시마 상업고등학교 또는 고료 고등학교에 진학하려고 했으나, ‘폭력성이 있는 학생’으로 하여 입학을 거절당해 야구를 중단하고, 마쓰모토 상업고등학교 야간부에 진학했다. 그는 야구 테스트와 전입 시험에 합격해 오사카부 나니와 상업고등학교에 입학하는데, 당시 나니와 상고는 교내 폭력 사고로 2년 동안 경기 출장 금지를 받은 상태였다.
장훈은 나니와 상고에서 에이스이자 4번 타자였지만, 무리한 변화구 연습으로 어깨가 망가져 버린다. 그로 인해 야구를 포기하려 했을 때 타자로 전향해 보라는 권유에 타자로 재기했다고 한다. 1957년 가을, 출전 금지가 해제되었고, 장훈은 긴키 대회 예선 13경기에서 홈런 11개, 5할 6푼의 타율을 기록했다. 그러나 그와 전혀 무관한 야구부 내의 폭력 사고로 휴부(休部) 명령을 받게 되고, 당시 ‘한 번 휴부를 받은 선수는 복귀 후 3개월간 경기 출전이 불가능하다’라는 야구 규약 때문에 고시엔에 출전하지 못한다. 장훈은 대신 ‘재일한국인 고교야구선수단’에 선수로 참가했고, 한국 선발팀과 경기를 별여 13승 1무를 기록했고, 장훈은 홈런상과 대회 MVP를 수상한다.
장훈은 고등학교 시절 동갑내기인 오 사다하루와 함께 ‘동쪽의 오, 서쪽의 하리모토’(東の王、西の張本)라고 불리며, 초고교급 선수의 면모를 과시하였다. 그는 이미 고등학교 1학년 때 명문 구단인 요미우리 자이언츠의 스카우트 제의를 받았지만, 고교를 졸업해야 한다는 형의 충고로 입단하지 않았다. 고교 3학년 때에는 요미우리를 비롯한 여러 팀의 입단 제의를 받았다. 그러나 이전에 휴부를 받은 사실을 빌미로 요미우리 구단 고위층이 감독의 스카우트 요청을 거부하면서 요미우리 입단은 무산되었다. 주니치 드래건스 등이 훨씬 더 좋은 조건을 제시했지만, 직접 히로시마의 판자집에 찾아와 호소한 도에이 플라이어스 오오카와 히로시(大川 博) 구단주의 정성에 감복했다. 장훈은 1958년 11월 16일 도쿄 도에이 본사에서 계약금 200만 엔, 월급 4만 5천 엔에 정식 입단 계약을 맺었다.

### 도에이· 닛타쿠홈· 닛폰햄 시절
당시 일본 프로 야구는 구단별로 3명의 외국인 선수를 보유할 수 있었고, 2명만 출전시킬 수 있었다. 장훈은 대한민국 국적이었으므로 외국인 선수 제한 규정의 적용을 받아야 했다. 아무리 초고교급 선수라 해도 고교를 갓 졸업한 장훈이 미국인 용병과 출장 경쟁을 벌이기는 쉽지 않았다. 이는 장훈 본인뿐 아니라 구단에도 큰 손실이었다. 도에이의 구단주는 장훈에게 양자가 되면서 귀화할 것을 권했지만, 장훈의 어머니는 그 요구를 단호하게 거절하게 하였다. 도에이 구단주는 장훈을 놓칠 수 없었기에 도에이가 속한 퍼시픽 리그의 규약에 일본에서 태어나 자란 선수는 국적을 불문하고 외국인 선수 제한 규정을 받지 않는다는 조항 삽입을 제안하여 관철하였다. 장훈 덕분에 이후 재일 한국인 야구 선수들이 귀화하지 않고도 일본 프로 야구에서 활동할 수 있는 길이 열린 셈이다.
장훈은 1959년 4월 10일 개막전에서 6번 좌익수로 기용되었는데, 첫 타석에서 ‘터프가이’와 ‘가솔린 탱크’로 불리던 한큐 브레이브스의 에이스 투수인 요네다 데쓰야에게 3구 삼진을 당했고, 2회초 외야 수비에서 평범한 뜬공을 머리 위로 흘려 보내고는 즉시 교체되었다. 그는 다음날 4월 11일 고마자와 구장에서 열린 한큐전에서 3회말 두 번째 타석에서 아키모토 유사쿠를 상대로 좌중간 2루타로 개인 통산 1호 안타를 기록했고, 다음 타석에서 이시이 투수를 상대로 우측 홈런을 때려내 개인 통산 1호 홈런을 기록했다. 장훈은 6월 중순에 프로 입단 47경기 만에 3번으로 올라섰고, 같은 달 23일에는 4번에 발탁되었는데, 이는 고졸 신인으로서는 최초의 기록이었다. 그는 첫 해 팀 최다 홈런(13), 팀 최다 타점(57), 타율 2할 7푼 5리를 기록했고, 기자단 투표서 141표 중 111표를 얻어 신인왕에 선정되었다.
데뷔 2년차인 1960년 시즌에 그는 개막전부터 11경기 연속 안타를 쳐냈고, 4월 17일에는 개인 첫 1경기 2홈런을 기록했다. 그는 올스타 선수로 선정되어 올스타전에 출전에 MVP를 수상했다. 그는 이 해 시즌 3할 2리의 타율로 타격 4위를 기록했고, 시즌이 끝난 뒤에는 일본 올스타팀에 차출되어 샌프란시스코 자이언츠와 경기를 했다.
데뷔 3년차인 1961년 시즌, 그는 5월 7일 긴테쓰 버팔로전에서 개인 첫 사이클링 안타(2점 홈런, 3루타, 안타, 2루타)를 기록했고, 난카이의 스기우라를 상대로 첫 만루 홈런을 기록했다. 그는 이 해 타율 0.336으로 처음으로 수위 타자에 올라섰다.
데뷔 4년차인 1962년 시즌에는 처음으로 30개 이상의 홈런을 때려내는 등 결승 2점 홈런으로 올스타전에서 MVP를 수상했고, 또한 이 해 시즌 MVP를 거머쥐었다. 그는 이 해 시즌 3할 3푼 3리의 타율, 31홈런, 99타점을 기록했다. 이 해 도에이 플라이어스는 명감독 미즈하라 시게루 감독의 지도하에 한신 타이거스의 투수이자 ‘자토페크 투수’로 알려진 무라야마 미노루가 소속된 한신을 꺾고 일본 시리즈 우승을 차지했다. 일본 시리즈에서 장훈은 26타수 12안타로 4할 6푼 1리의 타율을 기록했으며, 시리즈 시상식에서 타격 2위로 기능상을 받았다.
장훈은 1963년 시즌 타율 2할 8푼을 기록했고, 1964년 시즌에는 다시 3할 대의 타율로 복귀했으나, 다리 통증으로 인해서 연속 경기 출장은 393경기로 마무리되었다. 그는 1965년 시즌 다시 3할 이하로 추락했으나, 1966년 시즌 3할 3푼의 타율로 타격 2위를 차지했고, 이후 1967년부터 1970년까지 4회 연속 수위 타자 기록을 세웠다. 특히 1970년 시즌에는 3할 8푼 3리의 타율로 일본 프로 야구 최고 타율을 기록했다.
1971년 시즌, 장훈은 3할 1푼 3리의 타율로 전 해 시즌보다 타율이 비교적 많이 하락했다. 하지만 1972년 시즌 3할 5푼 8리의 타율을 기록하여 수위 타자에 복귀했고, 1973년 시즌에는 개막전 첫 타석에서 홈런을 때려냈다. 그 해 시즌에는 수석 코치와 타격 코치를 겸했는데, 코치 겸 선수로 뛰며 3할 2푼 4리의 타율을 기록했다. 1974년 시즌, 그는 다시 3할 4푼의 타율로 수위 타자에 올랐고, 13타석 연속 출루를 기록하기도 했다. 1975년 시즌, 장훈은 2할 7푼 6리의 타율을 기록하여 부진한 모습을 보였다.

### 요미우리 자이언츠 시절
1975년 12월 11일 센트럴 리그의 요미우리 자이언츠는 장훈을 받아들이고, 그 팀에 있던 다카하시 가즈미, 도미다 마사루를 닛폰햄 파이터스에 보내는 방식으로 2 대 1 맞트레이드를 하였다. 오 사다하루-나가시마의 ‘ON포’(오 사다하루와 나가시마의 영문 이니셜)에 이은 오 사다하루-하리모토 이사오의 ‘OH포’가 탄생했다. 1976년 시즌 장훈은 1모 차이로 (0.3547) 타격 2위를 기록했고, 30경기 연속 안타로 당시 센트럴 리그 신기록을 수립했다.
1977년 시즌, 장훈은 2년 연속 타격 2위(0.348, 1위와 1푼 차이)를 기록했다.
1976~77년 시즌 요미우리 자이언츠의 리그 우승에 크게 기여했으나, 1976년과 1977년 일본 시리즈에서 한큐 브레이브스에게 패해 2년 연속 시리즈 우승 달성에는 실패했다.
1978년 시즌 장훈은 3할 9리의 타율을 기록했고, 이듬해 1979년에는 중심성 각막염으로 인해 77경기에만 출전했다. 시즌이 끝나고 장훈은 롯데 오리온스로 이적하게 된다.

### 롯데 오리온스 시절
1980년 롯데 오리온스(現, 지바 롯데 마린스) 에서의 첫 시즌, 장훈은 2할 6푼 1리의 타율로 부진한 모습을 보였다. 그러나 5월 28일 가와사키 구장에서 열린 한큐 브레이브스와의 경기에서 6회말 1사 2루의 4번째 타석에서 야마구치 다카시를 상대로 우월 2점 홈런을 기록해 일본 프로 야구 사상 최초이자 현재까지 유일한 3000안타의 대기록을 세웠다. 장훈은 1981년 시즌을 마지막으로 현역 은퇴를 선언했으며 그 이후 롯데 감독 물망 - 한국 프로팀 진출설이 있었으나 무산됐다.
통산 2,752경기에 출장하여 504홈런, 3,085안타, 타율 3할 1푼 9리, 1,676타점, 319도루를 기록했다. 3,085안타 이외에도 수위 타자 7회(4회 연속 수상) 역시 일본 프로 야구 역대 최고 기록이다. 또, 500홈런-300도루 클럽 가입도 일본 프로 야구 선수로는 2007년 기준으로 유일하다(메이저 리그에서 3,000안타-500홈런-300도루를 기록한 선수는 윌리 메이스가 유일하다).

### 그 후
1981년에 현역에서 은퇴한 직후 1982년에 발족된 KBO 리그 총괄 단체인 KBO의 총재 특별 보좌관을 2005년까지 맡았고, 2007년에는 대한민국 정부로부터 국민훈장 무궁화장이 수여되었다. 그 이전에 1980년에는 통산 3,000안타를 기록한 공로로 최규하 대통령으로부터 체육 훈장 맹호장이 수여되었다.
KBO 리그 창설 당시 조직 구성과 인재 파견 등의 지원 등 대한민국과 일본의 스포츠계 및 재일 한국인 사회의 발전에 기여한 공적에 따른 것이었다. 무궁화장은 일본의 훈장 등에 해당한다. 일본에서 활동한 스포츠 선수로서 대한민국의 문화 훈장을 받은 유일한 인물이 되었다.
송재박은 그의 소개를 받고 KBO 리그계에 입문했으며, 현역 은퇴 후 대한민국에 정착했다.
1990년에는 99번째로 일본 야구 명예의 전당에 헌액되었고, NPB는 올스타전 기간 중 헌액식을 성대하게 치러 주었다. 라이벌이자 친구인 오 사다하루는 장훈보다 은퇴가 1년 빨랐지만, 장훈보다 명예의 전당 헌액은 더 늦었다.
2024년 12월에 일본으로 귀화했다는 사실을 언급했다.

## 상세 정보

### 연도별 타격 성적
| 연 도       | 소 속                  | 경 기 | 타 석 | 타 수 | 득 점 | 안 타 | 2 루 타 | 3 루 타 | 홈 런 | 루 타 | 타 점 | 도 루 | 도 루 자 | 희 생 번 | 희 생 플 | 볼 넷 | 고 4 | 사 구 | 삼 진 | 병 살 타 | 타 율 | 출 루 율 | 장 타 율 | O P S |
| ----------- | ---------------------- | ----- | ----- | ----- | ----- | ----- | ------- | ------- | ----- | ----- | ----- | ----- | -------- | -------- | -------- | ----- | ---- | ----- | ----- | -------- | ----- | -------- | -------- | ----- |
| 1959년      | 도에이· 닛타쿠· 닛폰햄 | 125   | 454   | 418   | 48    | 115   | 18      | 5       | 13    | 182   | 57    | 10    | 5        | 0        | 2        | 29    | 6    | 5     | 54    | 2        | .275  | .328     | .435     | .765  |
| 1960년      | 도에이· 닛타쿠· 닛폰햄 | 106   | 414   | 384   | 49    | 116   | 25      | 3       | 16    | 195   | 56    | 15    | 4        | 0        | 1        | 26    | 6    | 3     | 56    | 1        | .302  | .351     | .508     | .859  |
| 1961년      | 도에이· 닛타쿠· 닛폰햄 | 129   | 526   | 473   | 77    | 159   | 31      | 10      | 24    | 282   | 95    | 18    | 2        | 0        | 2        | 46    | 16   | 5     | 42    | 10       | .336  | .401     | .596     | .997  |
| 1962년      | 도에이· 닛타쿠· 닛폰햄 | 133   | 568   | 472   | 89    | 157   | 24      | 4       | 31    | 282   | 99    | 23    | 8        | 0        | 6        | 86    | 18   | 4     | 46    | 7        | .333  | .440     | .597     | 1.037 |
| 1963년      | 도에이· 닛타쿠· 닛폰햄 | 150   | 626   | 529   | 90    | 148   | 16      | 7       | 33    | 277   | 96    | 41    | 12       | 0        | 2        | 92    | 22   | 3     | 47    | 6        | .280  | .389     | .524     | .913  |
| 1964년      | 도에이· 닛타쿠· 닛폰햄 | 129   | 547   | 461   | 85    | 151   | 21      | 6       | 21    | 247   | 72    | 31    | 10       | 0        | 7        | 78    | 13   | 1     | 42    | 4        | .328  | .426     | .536     | .962  |
| 1965년      | 도에이· 닛타쿠· 닛폰햄 | 132   | 538   | 455   | 61    | 133   | 13      | 3       | 23    | 221   | 88    | 29    | 13       | 0        | 7        | 72    | 10   | 4     | 37    | 7        | .292  | .394     | .486     | .879  |
| 1966년      | 도에이· 닛타쿠· 닛폰햄 | 122   | 493   | 443   | 67    | 146   | 13      | 2       | 28    | 247   | 90    | 10    | 6        | 0        | 5        | 43    | 12   | 2     | 31    | 4        | .330  | .391     | .558     | .949  |
| 1967년      | 도에이· 닛타쿠· 닛폰햄 | 120   | 499   | 414   | 72    | 139   | 18      | 3       | 28    | 247   | 88    | 18    | 7        | 0        | 9        | 66    | 15   | 10    | 30    | 5        | .336  | .439     | .597     | 1.035 |
| 1968년      | 도에이· 닛타쿠· 닛폰햄 | 114   | 432   | 363   | 70    | 122   | 12      | 2       | 24    | 210   | 65    | 13    | 3        | 0        | 3        | 61    | 15   | 4     | 20    | 5        | .336  | .437     | .579     | 1.015 |
| 1969년      | 도에이· 닛타쿠· 닛폰햄 | 129   | 557   | 480   | 77    | 160   | 27      | 1       | 20    | 249   | 67    | 20    | 1        | 0        | 4        | 71    | 21   | 2     | 33    | 5        | .333  | .421     | .519     | .940  |
| 1970년      | 도에이· 닛타쿠· 닛폰햄 | 125   | 537   | 459   | 92    | 176   | 16      | 2       | 34    | 298   | 100   | 16    | 4        | 0        | 5        | 64    | 8    | 8     | 36    | 3        | .383  | .467     | .649     | 1.116 |
| 1971년      | 도에이· 닛타쿠· 닛폰햄 | 128   | 546   | 480   | 73    | 150   | 21      | 3       | 26    | 255   | 78    | 18    | 7        | 0        | 5        | 59    | 6    | 2     | 32    | 14       | .313  | .390     | .531     | .921  |
| 1972년      | 도에이· 닛타쿠· 닛폰햄 | 127   | 548   | 472   | 93    | 169   | 25      | 4       | 31    | 295   | 89    | 10    | 5        | 0        | 4        | 69    | 12   | 3     | 37    | 4        | .358  | .443     | .625     | 1.068 |
| 1973년      | 도에이· 닛타쿠· 닛폰햄 | 128   | 550   | 441   | 77    | 143   | 18      | 0       | 33    | 260   | 93    | 12    | 6        | 1        | 5        | 93    | 19   | 6     | 32    | 4        | .324  | .448     | .590     | 1.038 |
| 1974년      | 도에이· 닛타쿠· 닛폰햄 | 120   | 491   | 406   | 64    | 138   | 20      | 3       | 14    | 206   | 62    | 14    | 6        | 0        | 2        | 82    | 13   | 1     | 28    | 3        | .340  | .452     | .507     | .959  |
| 1975년      | 도에이· 닛타쿠· 닛폰햄 | 119   | 473   | 410   | 45    | 113   | 12      | 2       | 15    | 174   | 46    | 6     | 6        | 0        | 3        | 58    | 9    | 1     | 26    | 13       | .276  | .367     | .424     | .791  |
| 1976년      | 요미우리               | 130   | 574   | 513   | 89    | 182   | 35      | 5       | 22    | 293   | 93    | 8     | 5        | 1        | 3        | 51    | 0    | 4     | 44    | 9        | .355  | .417     | .571     | .988  |
| 1977년      | 요미우리               | 122   | 493   | 440   | 67    | 153   | 16      | 6       | 24    | 253   | 82    | 3     | 4        | 0        | 6        | 40    | 2    | 6     | 37    | 14       | .348  | .409     | .575     | .984  |
| 1978년      | 요미우리               | 115   | 456   | 424   | 53    | 131   | 17      | 1       | 21    | 213   | 73    | 1     | 3        | 0        | 4        | 27    | 2    | 1     | 39    | 11       | .309  | .352     | .502     | .854  |
| 1979년      | 요미우리               | 77    | 255   | 228   | 26    | 60    | 7       | 0       | 8     | 91    | 32    | 1     | 0        | 0        | 3        | 23    | 1    | 1     | 21    | 5        | .263  | .333     | .399     | .732  |
| 1980년      | 롯데                   | 102   | 370   | 341   | 50    | 89    | 9       | 0       | 12    | 134   | 39    | 0     | 0        | 1        | 0        | 26    | 0    | 2     | 31    | 6        | .261  | .317     | .393     | .710  |
| 1981년      | 롯데                   | 70    | 175   | 160   | 9     | 35    | 6       | 0       | 3     | 50    | 16    | 2     | 1        | 1        | 2        | 12    | 2    | 0     | 14    | 3        | .219  | .273     | .313     | .586  |
| 통산 : 23년 | 통산 : 23년            | 2752  | 11122 | 9666  | 1523  | 3085  | 420     | 72      | 504   | 5161  | 1676  | 319   | 118      | 4        | 90       | 1274  | 228  | 78    | 815   | 145      | .319  | .399     | .534     | .933  |

- 굵은 글씨는 시즌 최고 성적, 붉은색 글씨는 일본 프로 야구 역대 최고 성적.
- 도에이(도에이 플라이어스)는 1973년에 닛타쿠홈(닛타쿠홈 플라이어스), 1974년에는 닛폰햄(닛폰햄 파이터스)으로 구단명을 변경.

### 출신 학교
- 히로시마 현 마쓰모토 상업고등학교
- 나니와 상업고등학교(현재의 오사카 체육대학 나미쇼 고등학교)

### 선수 경력
- 도에이 플라이어스·닛타쿠홈 플라이어스·닛폰햄 파이터스(1959년 ~ 1975년)
- 요미우리 자이언츠(1976년 ~ 1979년)
- 롯데 오리온스(1980년 ~ 1981년)

### 지도자·기타 경력
- 닛타쿠홈 플라이어스 수석 겸 타격 코치(1973년)
- 은퇴 후 TBS 등에서 야구 해설위원으로 활동.

### 수상·타이틀 경력

#### 타이틀
- 수위 타자 : 7회(1961년, 1967년 ~ 1970년, 1972년, 1974년)[주 6]
- 최고 출루율 : 9회(1962년, 1964년, 1967년 ~ 1970년, 1972년 ~ 1974년)[주 7]
- 최다 안타(당시는 타이틀이 아님) : 3회(1970년, 1972년, 1976년) ※1994년부터 타이틀로 제정됨.

#### 수상
- 신인왕(1959년)
- MVP : 1회(1962년)
- 베스트 나인 : 16회(1960년 ~ 1970년, 1972년 ~ 1974년, 1976년, 1977년)
- 월간 MVP : 1회(1976년 6월)
- 일본 시리즈 기능상 : 1회(1962년)
- 일본 시리즈 타격상 : 1회(1977년)
- 올스타전 MVP : 3회(1960년 제3차전, 1962년 제2차전, 1974년 제3차전)
- 일본 야구 명예의 전당 헌액자(1990년)

## 주요 기록
- 시즌 타율 : .319(1970년) ※역대 4위, 달성 당시에는 일본 기록.
- 시즌 타율 3할 5푼 이상을 양대 리그에서 기록(도에이 : 1970년, 1972년 / 요미우리 : 1976년) ※가장 유일.
- 시즌 타율 3할대 이상 : 16회(1960년 ~ 1962년, 1964년, 1966년 ~ 1974년, 1976년 ~ 1978년) ※일본 기록.
- 시즌 타율 3할 3푼 이상 : 11회(1961년, 1962년, 1966년 ~ 1970년, 1972년, 1974년, 1976년, 1977년) ※일본 기록.
- 시즌 150안타 이상 : 9회(1961년, 1962년, 1964년, 1969년 ~ 1972년, 1976년, 1977년) ※역대 2위 타이.
- 시즌 100안타 이상 : 20회(1959년 ~ 1978년) ※역대 2위.
- 시즌 20홈런 이상 : 16회(1961년 ~ 1973년, 1976년 ~ 1978년) ※역대 3위 타이.
- 타격 10위권 진입 : 17회(1960년 ~ 1974년, 1976년, 1977년) ※일본 타이 기록.
- 9년 연속 시즌 타율 3할대 이상(1966년 ~ 1974년) ※일본 기록.
- 15년 연속 타격 10위권 진입(1960년 ~ 1974년) ※퍼시픽 리그 기록.
- 20년 연속 시즌 100안타 이상(1959년 ~ 1978년)[주 8]
- 20년 연속 시즌 두 자릿수 홈런(1959년 ~ 1978년) ※역대 4위 타이.
- 13년 연속 시즌 20홈런 이상(1961년 ~ 1973년) ※역대 3위 타이.
- 16년 연속 시즌 두 자릿수 도루(1959년 ~ 1974년)
- 9타수 연속 안타(1974년 5월 23일 ~ 5월 26일)
- 30경기 연속 안타(1976년 5월 13일 ~ 6월 20일)
- 13타석 연속 출루(1974년 5월 23일 ~ 5월 26일)
- 1이닝 2개의 2루타(1961년 5월 6일) ※일본 타이 기록.
- 만 32세 2개월 만에 통산 2000안타 달성(1972년 8월 19일) ※최연소 기록이자 역대 2위.
- 1733경기 만에 통산 2000안타 달성(1972년 8월 19일) ※역대 3위.
- 2185경기 만에 통산 2500안타 달성(1976년 6월 10일)[주 9]
- 통산 3000안타 달성(1978년 5월 28일)

### 첫 기록
- 첫 출장·첫 선발 출장 : 1959년 4월 10일, 대 한큐 브레이브스 1차전(고마자와 야구장) 6번·좌익수로서 출장
- 첫 타석 : 상동, 1회말에 요네다 데쓰야로부터 삼진
- 첫 안타·첫 타점 : 1959년 4월 11일, 대 한큐 브레이브스 2차전(고마자와 야구장) 1회말에 아키모토 유사쿠로부터 적시 2루타
- 첫 홈런 : 상동, 3회말에 이시이 시게오로부터 2런 홈런

### 기타
- 올스타전 출장 : 18회(1960년 ~ 1964년, 1966년 ~ 1978년)
- 일본 시리즈 통산 타율 : .370(73타수 27안타) ※70타수 이상에서는 역대 1위를 기록.
- 사이클링 안타 : 1회(1961년 5월 7일, 대 긴테쓰 버팔로 전, 고마자와 구장) ※역대 19번째.
- 통산 맹타상 : 251회 ※일본 기록, 미일 통산에서는 이치로가 웃돈다.
- 통산 타점 : 1676타점[주 10]
- 통산 득점 : 1523득점[주 11]
- 통산 타율 3할대·500홈런·300도루 ※사상 유일.
- 통산 안타 : 3085 안타 ※일본 기록. 미일 통산에서는 이치로가 웃돈다.

## 참고 서적
- 장훈 저/성일만 역 (2007년 9월 20일). 《일본을 이긴 한국인》. 평단문화사. ISBN 978-89-7343-254-7.
- 허영만, 《질 수 없다》(연재 당시 제목은 《조센진 하리모또》), 1995년 10월 16일.

## 주해·각주

### 주해
1. ↑  일본 프로 야구계에서 피폭자 수첩을 가지고 있는 사람은 장훈과 노닌 와타루(전 롯데 오리온스 감독) 2명뿐이다.
2. ↑  당시 동쪽에 있던 와세다 실업고등학교의 오 사다하루와, 서쪽에 있던 나니와 상업고등학교의 장훈을 빗댄 것이다.
3. ↑  최근에는 일본에서 고등학교, 대학교를 졸업한 선수도 재일 한국인처럼 외국인으로 분류하지 않고 있다.
4. ↑  1986년 기요하라(세이부)가 입단하기 전까지 유일한 기록이었다.
5. ↑  1986년 랜디 바스가 0.389를 기록하기 전까지 1위 기록이었다.
6. ↑  7회 달성은 일본 프로 야구의 타이 기록이며, 4년 연속은 역대 2위.
7. ↑  역대 최다 기록이며 정식 타이틀은 1962년에 제정됨.
8. ↑  20년 이상 연속으로 시즌 100안타를 기록한 것은 오 사다하루와 장훈 뿐이고, 입단 1년차부터 한정하면 장훈만 단독으로 기록하였음.
9. ↑  사상 최고 속도 기록이자 미일 통산 기록에서는 이치로가 웃돈다.
10. ↑  타점왕을 획득하고 있지 않는 선수중에서는 사상 최다 기록.
11. ↑  최다 득점을 기록하고 있지 않는 선수중에서는 사상 최다 기록.

## 같이 보기
- 재일 한국인